# NSB El 12
Die norwegische Baureihe El 12 waren Elektrolokomotiven der Norges Statsbaner (NSB). Sie wurden vor Erzzügen auf der Ofotbane eingesetzt.

## Geschichte
Nach dem Zweiten Weltkrieg nahm der Erztransport auf der Erzbahn zu. Die schwedische Luossavaara-Kiirunavaara Aktiebolag erwartete eine Steigerung der jährlichen Fördermengen um 50 % von 9 Millionen Tonnen auf 15 Millionen Tonnen. Das Zuggewicht erhöht sich dann entsprechend auf ca. 3100 Tonnen. Um dies zu erreichen, musste die Strecke entweder doppelgleisig ausgebaut oder die Zugleistung der Lokomotiven erhöht werden. Es wurde beschlossen, dieses Problem mit der Verstärkung der Traktionsleistung zu lösen. Dies geschah entweder durch das feste Kuppeln älterer Lokomotivtypen oder durch den Bau neuer, leistungsstärkerer Lokomotiven. Bei den NSB wurden aus älteren Lokomotiven der Typen El 3 und El 4 feste Einheiten gebildet.

### Zweisektion-Lokomotive
Auf der schwedischen Seite der Erzbahn hatte Statens Järnvägar im Dezember 1952 zwölf Dm-Lokomotiven bestellt. Die NSB folgte diesem Beispiel und kauften Lokomotiven des gleichen Typs und bezeichnete sie als El 12. Bei ihrer Markteinführung waren dies die größten Elektrolokomotive der Welt. Dabei handelte es sich um Halblokomotiven wie die El 3. Jedes Lokelement hatte nur an einem Ende einen Führerstand. Anschließend wurden zwei dieser Sektionen miteinander verbunden, so dass eine Doppellokomotive mit je einem Führerstand an jedem Ende entstand. Die ersten sechs Sektionen wurden 1954 geliefert, NSB bestellten danach zwei weitere Einzellokomotiven, die 1957 geliefert wurden. Diese erhielten die Nummern 2113 bis 2120.

### Dreisektions-Lokomotive
1957 wurde der Achsdruck der El 12 2113/2114 durch Ballast versuchsweise von 17 auf 19 Tonnen erhöht. Diese Maßnahme erfolgte später bei allen anderen El 12-Lokomotiven.
Statens Järnvägar ließ führerstandslose Sektionen für die Baureihe Dm bauen, die jeweils zwischen die beiden Halblokomotiven gekuppelt wurden. Dadurch erhöhte sich die Zugkraft um weitere 50 % und die „neue“ Lokomotivbaureihe erhielt die Bezeichnung Dm3 mit der Achsfolge 1'D+D+D1'.
Die NSB entschieden sich für eine kombinierte Lösung: den Umbau älterer Lokomotiven und die Beschaffung neuer Lokomotiven. Neubauten waren die Baureihe El 15, die Umbauen erfolgten durch Erweiterung der Lokomotiven des Typs El 12. Statt jedoch wie die Schweden neue Mittelteile zu bauen, wurde eine weitere Sektion in die Mitte gekuppelt, so dass eine dreiteilige Lokomotive mit der Achsfolge 1'D+1'D+D1' entstand. Dazu mussten die Lokomotiven am Übergang zwischen den Sektionen so umgebaut werden, dass die zuvor fest gegeneinander laufenden Enden ohne Führerstände nun auch mit einer Führerstandsseite verbunden werden konnten. Die dreiteilige norwegische El 12 war daher länger als die schwedische Dm 3. Dadurch entstanden bei den technisch nahezu gleichen Lokomotiven unterschiedliche Massen. So betrug die Reibungsmasse bei der Dm 3 243,2 Tonnen und die Gesamtmasse 273,2 Tonnen, während die entsprechenden Werte bei der dreiteiligen El 12 bei 240 Tonnen und 285 Tonnen lagen.
Nach dem Umbau zu dreiteiligen Lokomotiven, der auch durch die Einführung neuer vierachsiger Erzwagen im Zeitraum 1967–1968 notwendig wurde, konnten die dreiteiligen Lokomotiven etwa 5000 Tonnen befördern.

## Ausmusterungen
Die ersten El 12 wurden zwischen 1989 und 1990 außer Dienst gestellt, die letzten 1992 verschrottet. Zwei zweiteilige Exemplare sind erhalten geblieben. Die El 12 2113 + 2115 werden von Malmbanans Vänner erhalten, während El 12 2119 + 2120 vom Ofotens museum in Narvik übernommen wurden. Sie steht seit Herbst 2021 nach äußerer Aufarbeitung vor dem Museum.

## Galerie

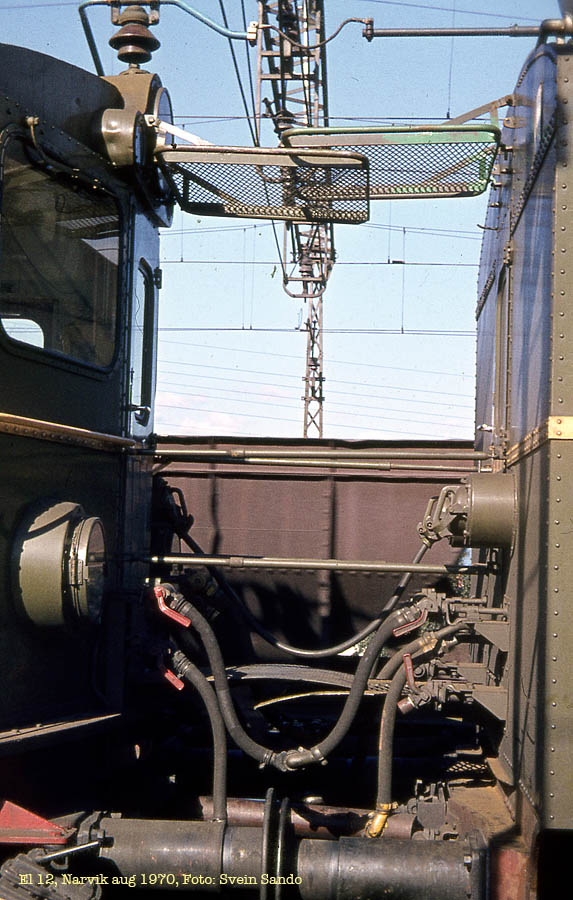
Übergang bei einer Dreisektionslokomotive
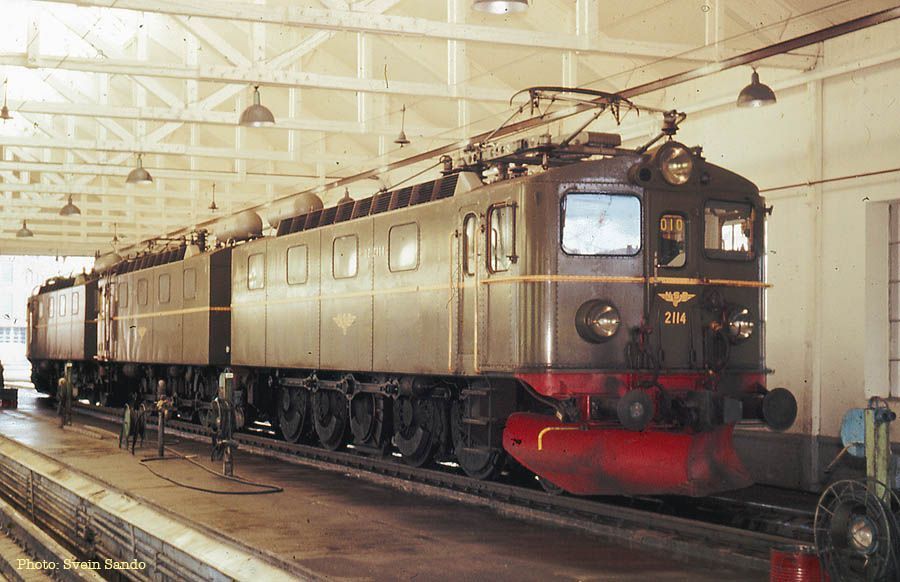
El 12 2114 im Betriebswerk Narvik
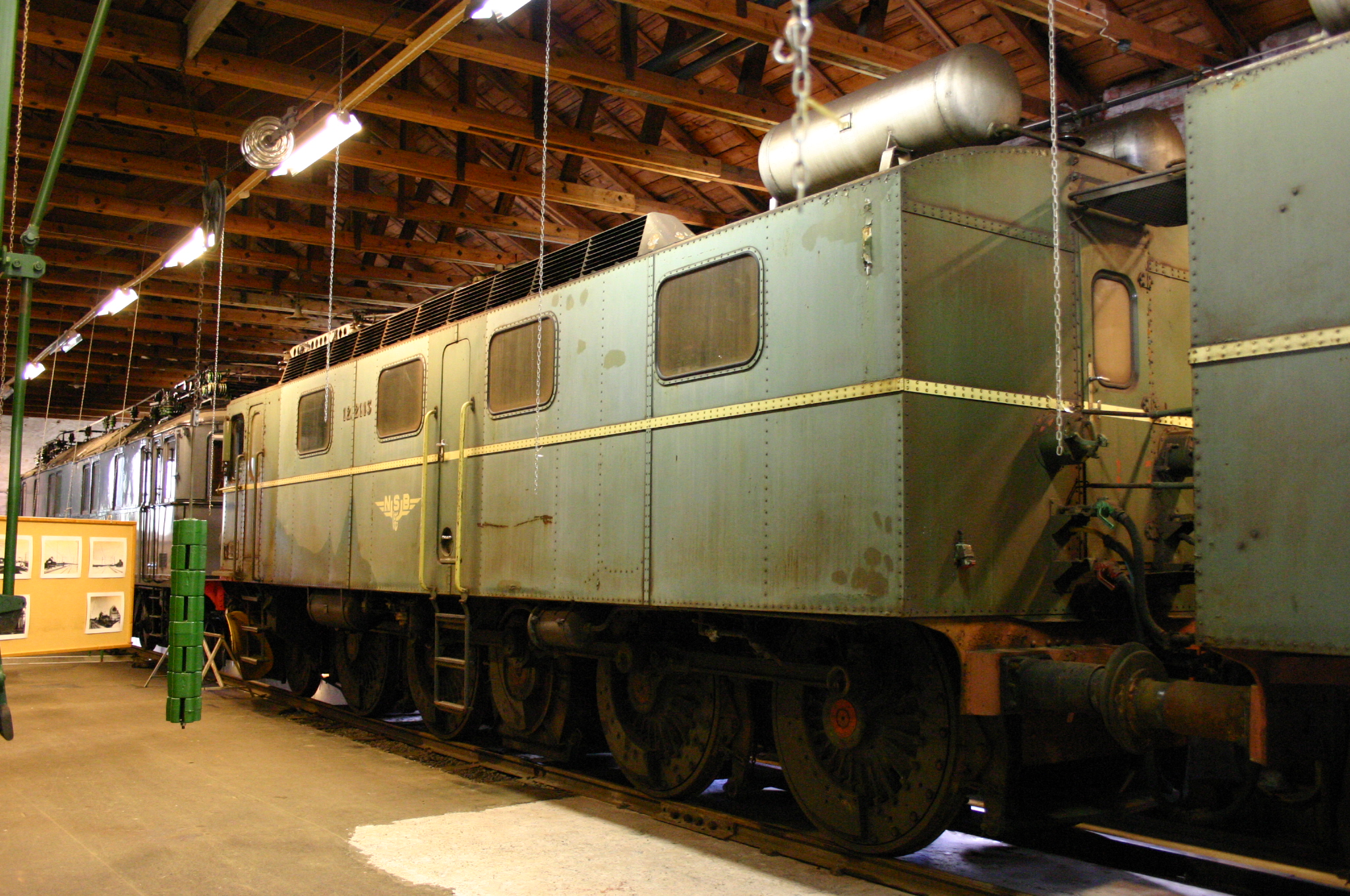
El 12 2113 bei Malmbanans Vänner in Luleå.